# Windows Media Audio
Windows Media Audio (WMA) é um formato produzido pela Microsoft que tem grande compatibilidade com o Windows Media Player.
Entretanto, pode ser reproduzido pelo Winamp e outros reprodutores de áudio, com exceção do iTunes, que oferece serviço de codificação de WMA ao AAC. Oferece qualidade de áudio igual ao MP3 em taxas superiores a 128kbps e qualidade evidentemente superior ao MP3 em bitrates inferiores a 128kbps, porém pode haver limitação em relação à licenciatura por ser proprietário. Vale ressaltar que este formato, assim como o MP3, é um formato lossy, ou seja, ocorre nele a remoção de certas frequências e harmônicos / informações em geral contidas no fluxo de áudio original durante a compressão neste formato.
O primeiro codec WMA era baseado no trabalho anterior de Henrique Malvar e de sua equipe. De acordo com o artigo publicado, a tecnologia foi transferida para a equipe do Windows Media Team da Microsoft.